# 렙타닐라아과
렙타닐라아과(Leptanillinae)는 개미과에 속하는 곤충 분류군의 하나로서, 약 50 종이 있을 것으로 추산된다. 일부(렙타닐라속과 파울로머마속)는 작고 노란 색이며 지표면 아래에서 살아 시력이 없다.

## 하위 분류
- 아노말로미르마족 (Anomalomyrmini) Bolton, 1990
  - 아노말로미르마속 (Anomalomyrma) Taylor, 1990
  - Furcotanilla Xu, 2012
  - Protanilla Taylor, 1990
- 렙타닐라족 (Leptanillini) Emery, 1910
  - 렙타닐라속 (Leptanilla) Emery, 1870
  - Phaulomyrma G.C. Wheeler & E.W. Wheeler, 1930
  - Yavnella Kugler, 1987